# 萨维涅
萨维涅（法語：Savigné，法語發音：[saviɲe]）是法国新阿基坦大区维埃纳省的一个市镇，属于蒙莫里永区。

## 地理
萨维涅（46°9'30"N, 0°19'16"E）面积36.35 平方千米，位于法国新阿基坦大区维埃纳省，该省份为法国中西部省份，北起曼恩-卢瓦尔省和安德尔-卢瓦尔省，西接德塞夫勒省，南至夏朗德省，东南接上维埃纳省，东临安德尔省。
与萨维涅接壤的市镇（或旧市镇、城区）包括：尚涅、布朗宰、拉沙佩勒巴通、沙鲁、锡夫赖、热努耶、圣皮埃尔-代克西德伊。

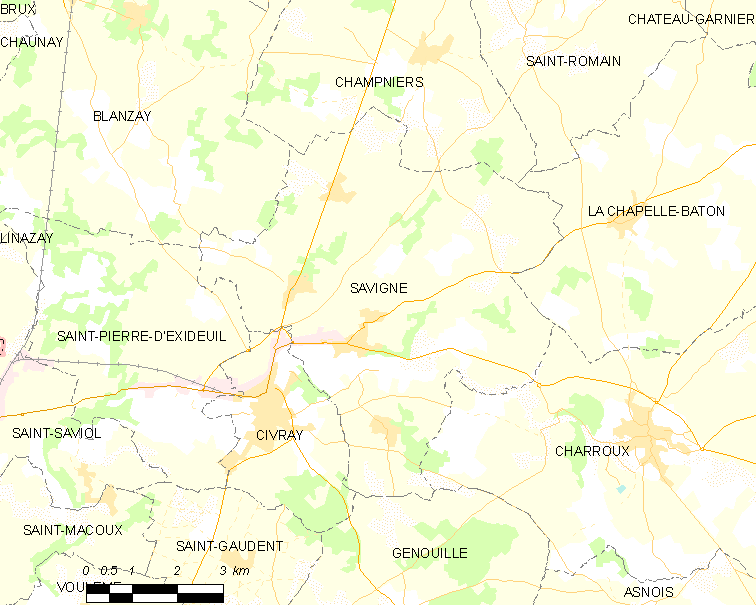
萨维涅的OSM定位图

萨维涅的时区为UTC+01:00、UTC+02:00（夏令时）。

## 行政
萨维涅的邮政编码为86400，INSEE市镇编码为86255。

## 政治
萨维涅所属的省级选区为锡夫赖县。

## 人口

1962-2008年间萨维涅人口变化图示

萨维涅于2022年1月1日时的人口数量为1265人。